# 小巴布·歐頓
小巴布·歐頓（英語：Bob Orton, Jr.，1950年11月10日—），本名小羅伯特·基思·歐頓（英語：Robert Keith Orton, Jr.），是美國的職業摔角選手。小巴布·歐頓是巴布·歐頓及麗塔·歐頓的兒子、巴瑞·歐頓的哥哥以及蘭迪·歐頓的父親。小巴布·歐頓最知名的時期是待在世界摔角聯盟。除了世界摔角聯盟，小巴布·歐頓還在美國其餘聯盟，以及日本等國家有活動。

## 冠軍及成就

### 國家摔角聯盟
- NWA佛州重量級冠軍（英语：NWA Florida Heavyweight Championship）（一次）[3]
- NWA佛州雙打冠軍（英语：NWA Florida Tag Team Championship）（三次）[4]
- NWA世界雙打冠軍 (中大西洋)（一次）[5]
- NWA喬治亞次重量級冠軍（英语：NWA Georgia Junior Heavyweight Championship）（一次）[6]
- NWA喬治亞雙打冠軍（英语：NWA Georgia Tag Team Championship）（兩次）[7]
- NWA梅肯雙打冠軍（英语：NWA Macon Tag Team Championship）（一次）[8]
- NWA南方雙打冠軍（英语：NWA Southeastern Tag Team Championship）（四次）[9]

### 職業摔角畫報
- PWI年度最佳新人（1973年；與東尼·賈瑞亞（英语：Tony Garea）並列）[10]
- PWI Years（個人）-第121名（2003年）[10]

### 世界摔角娛樂
- 世界摔角娛樂名人堂（2005年）[11]

### 其他獎項
- VWS電視冠軍（一次）